# Mooresville (Missouri)
Mooresville és una població dels Estats Units a l'estat de Missouri. Segons el cens del 2000 tenia 89 habitants.

## Demografia
Segons el cens del 2000, Mooresville tenia 89 habitants, 40 habitatges, i 25 famílies. La densitat de població era de 190,9 habitants per km².
Dels 40 habitatges en un 22,5% hi vivien nens de menys de 18 anys, en un 60% hi vivien parelles casades, en un 2,5% dones solteres, i en un 37,5% no eren unitats familiars. En el 35% dels habitatges hi vivien persones soles el 17,5% de les quals corresponia a persones de 65 anys o més que vivien soles. El nombre mitjà de persones vivint en cada habitatge era de 2,23 i el nombre mitjà de persones que vivien en cada família era de 2,92.
Per edats la població es repartia de la següent manera: un 22,5% tenia menys de 18 anys, un 5,6% entre 18 i 24, un 19,1% entre 25 i 44, un 27% de 45 a 60 i un 25,8% 65 anys o més.
L'edat mediana era de 48 anys. Per cada 100 dones de 18 o més anys hi havia 81,6 homes.
La renda mediana per habitatge era de 21.875 $ i la renda mediana per família de 34.250 $. Els homes tenien una renda mediana de 26.250 $ mentre que les dones 13.750 $. La renda per capita de la població era de 16.282 $. Cap de les famílies i el 2,7% de la població estaven per davall del llindar de pobresa.

## Poblacions més properes
El següent diagrama mostra les poblacions més properes.